# Kim Dong-Soo
Kim Dong-Soo, 44 anos, é um ex-jogador profissional de StarCraft da Coreia do Sul que usava o nick Garimto. Ele serviu ao exército coreano e depois se tornou um comentarista.
Ele é um dos únicos seis jogadores a vencer a OSL duas vezes, foi apelidado de "The Zealot" ("O Fanático"), e era notável por alcançar sucesso mesmo durante o reinado de Boxer. Ele inovou enormemente as "build orders" ("ordens de construção") dos Protoss, fazendo uso frequente de construções escondidas e outros truques. Garimto teve que abandonar o StarCraft para servir ao exército coreano, mas depois apareceu regularmente como comentarista.
Em seus comentários, ele é conhecido por criticar os jogadores Protoss atuais por jogar de maneira fraca, e assim não mostrar todo o potencial da raça. Garimto completou o serviço militar em 21 de Dezembro de 2006, e voltou às competições de esportes eletrônicos como parte do time KTF. Depois de nunca superar seu status lendário como jogador profissional, ele se aposentou após jogar uma única partida, uma derrota para Free durante a segunda metade da ShinHan Proleague de 2007.
Ele foi visto recentemente como comentarista para o GOM TV Star Invitational.
Desde Setembro de 2010, ele tem jogado StarCraft II profissionalmente pelo time Meet your Makers (MyM).[carece de fontes?]